# Amok (Kurzfilm)
Amok ist ein mehrfach ausgezeichneter deutscher Kurzfilm des Münchener Regisseurs Christoph Baumann. Das 15 Minuten lange Werk wurde von der CHR Filmproduktion in Koproduktion mit dem Bayerischen Rundfunk und ARTE produziert. Der Film wurde im August 2011 auf dem World Film Festival in Montréal uraufgeführt und im November erstmals in einem Programm des Bayerischen Rundfunks im TV ausgestrahlt.

## Handlung
Nachmittag an einer Hauptschule. Hochsommer. In einer Klasse Förderunterricht, kurz vor dem Quali. Und danach? Die Schüler sind unmotiviert, sehen keine Perspektiven. Eine Diskussion. Die Jugendliche glauben, niemand wird ihnen eine Chance geben.
Frau Klein, eine junge, engagierte Lehrerin, argumentiert dagegen: Sie müssen selbst Verantwortung für ihre Zukunft übernehmen. Tina, die Rebellin der Gruppe, provoziert Streit. Es kommt zu Handgreiflichkeiten. Leidtragend ist am Ende die introvertierte Steffi: Eine Dose Cola ergießt sich über ihre Jacke. Stumm verlässt Steffi die Klasse, eilt zur Toilette.
Plötzlich Schüsse. Auf dem Hof ein maskierter Bewaffneter. Die Tür wird verschlossen, die Lehrerin versucht, ihre Schüler vom Fenster fernzuhalten – ohne Erfolg. Cem und Philipp, der Coole und der Klassenclown, sehen nicht den Ernst der Lage. Frau Klein wendet sich an Tina, gibt ihr den Schlüssel: Sie soll hinter ihr abschließen, Frau Klein will Steffi suchen.
Während die Lehrerin durchs Schulhaus irrt, ohne Steffi zu finden, bricht im Klassenzimmer eine Diskussion aus. Sollen sie versuchen abzuhauen? Tina will der Anweisung von Frau Klein folgen und warten – damit scheint sie richtig zu liegen. Kurz darauf Schüsse, in unmittelbarer Nähe auf dem Gang. Panisches Klopfen: Steffi steht vor der Tür. Tina will öffnen, Steffi hineinlassen. Doch die beiden Jungs sind dagegen, zu gefährlich. Es gelingt Tina, sie zu überzeugen.
Die Polizei trifft ein – zur gleichen Zeit begegnet Frau Klein im Schulhaus dem Amokläufer…

## Produktion
Die Vorbereitung für den Kurzfilm dauerte über ein Jahr. Nachdem sich Drehbuchautor Christoph Busche im August 2009 an eine erste Drehbuchfassung setzte, stand die Finanzierung erst im August 2010. Der Film wurde innerhalb von sechs Tagen an einer einzigen Location im Münchener Umland – dem Gymnasium Garching – abgedreht. Erster Drehtag war der 30. August 2010, die Uraufführung erfolgte im Rahmen des World Film Festival in Montréal ein Jahr später am 27. August 2011.

## Auszeichnungen
- Deutsche Film- und Medienbewertung (FBW) Prädikat Wertvoll, 2011
- on3-südwild Bester Kurzfilm, 2011
- WorldFest-Houston International Film Festival Platinum Remi Award, 2012
- Friedrich-Wilhelm-Murnau-Stiftung Kurzfilmpreis, 2012
- Shorts At Moonlight Präventionspreis, 2012

## Nominierungen
- World Film Festival, Kanada
- Hofer Filmtage, Deutschland
- St. Louis International Film Festival, USA
- Bermuda International Film Festival, USA
- FLICKERS Rhode Island International Film Festival, USA
- Aesthetica Short Film Festival, England
- Nürnberg Nonstopfilm, Deutschland
- I’ve seen Films Mailand, Italien